# Lucky Day (Shaggy)
Lucky Day è il sesto album del cantante giamaicano Shaggy, pubblicato nel 2002.

## Tracce
1. Shake Shake Shake – 3:25
2. Full Control (feat. Barrington Levy) – 3:49
3. Hookie Jookie – 3:32
4. Hey Sexy Lady (feat. Brian & Tony Gold) – 3:19
5. Get My Party On (feat. Chaka Khan) – 4:43
6. Lucky Day – 3:21
7. Strength of a Woman – 3:49
8. Lost (feat. Prince Mydas) – 3:29
9. Strange Love (feat. Mona) – 3:14
10. Leave Me Alone – 3:51
11. These Are The Lips (feat. Ricardo "Rik Rok" Ducent) – 3:30
12. Give Thanks – 3:46
13. Walking In My Shoes – 2:52
14. We Are The Ones – 4:33
15. Hey Sexy Lady (feat. Brian & Tony Gold & Sean Paul) (Original Sting International Mix, ghost track) – 3:57